# Forssvala
Forssvala (Pygochelidon melanoleuca) är en fågel i familjen svalor inom ordningen tättingar.

## Utbredning och systematik
Fågeln förekommer vid forsar i floder i Guyanaregionen, södra Venezuela och brasilianska Amazonas. Den behandlas som monotypisk, det vill säga att den inte delas in i några underarter.

## Status
Arten har ett stort utbredningsområde och beståndet anses stabilt. Internationella naturvårdsunionen IUCN listar den därför som livskraftig (LC).